# Banda do Casaco
A Banda do Casaco (Portugal, 1974 -1984), foi uma banda portuguesa de rock e folk progressivo. 

## História
Depois do fracasso comercial que foi o projecto Filarmónica Fraude, António Avelar de Pinho (vocalista) e Luís Linhares (teclas) juntam-se ao ex-Música Novarum Nuno Rodrigues (vocalista, guitarra) e ao ex-Plexus Celso de Carvalho (violoncelo, contrabaixo) para formar o grupo Banda do Casaco. 
Em 1973 dá-se o encontro entre Pinho e Rodrigues, que iniciam de imediato a escrita do seu primeiro álbum, Dos Benefícios dum Vendido no Reino dos Bonifácios, apenas editado em 1975. O nome do álbum denotava já o tom surrealista que vai acompanhar toda a obra do grupo, surrealismo esse acentuado pelos desenhos de Carlos Zíngaro na capa do LP. 
No ano anterior saíra um single com os temas Ladainha das Comadres e Lavados Lavados Sim. No disco colaboravam Judi Brennan e Helena Afonso nas vozes, Carlos Zíngaro, Luís Linhares, José Campos e Sousa e Nelson Portelinha. António Pinho, assina todas as letras e Nuno Rodrigues compôs os temas (excepto Aliciação e Opúsculo). 
Este grupo juntou uma pesquisa etnográfica à música pop, criando um trabalho de grande qualidade a nível musical e em que não foi descurada a crítica social, como aliás já tinha acontecido com a Filarmónica Fraude. Durante a sua existência (1974 a 1984) passaram pelas suas fileiras inúmeros músicos de grande nível, tendo algumas vezes a sua passagem pela Banda do Casaco sido o trampolim para uma carreira a solo. 
Em 1976 sai o primeiro disco verdadeiramente marcante do grupo: Coisas do arco da velha. O talento satírico dos trocadilhos de Pinho conjuga-se com soluções inovadoras, e o disco é marcado pela guitarra de Armindo Neves e pelo violino de Mena Amaro, que substituiu Carlos Zíngaro. 
Cândida Soares participa e reforça a vocalização, ao mesmo tempo que ganha um nome artístico: Cândida Branca Flor, do título da terceira faixa do disco, Romance de Branca-Flor.  Temas como Canto de Amor e Trabalho, Morgadinha dos Canibais, ou Cantiga d'Embalar Avozinhas,  contribuíram para um inesperado sucesso junto do público e da crítica. Esse sucesso culmina com a obtenção do título de 'Melhor Disco do Ano'. 
Se em Coisas do Arco da Velha a recolha etnográfica, depois livremente trabalhada e adaptada, é ainda decisiva para o resultado final, o álbum seguinte da Banda do Casaco inclina-se para a experimentação e o vanguardismo. Hoje Há Conquilhas, Amanhã Não Sabemos (1977), pretendia ser uma sátira à instabilidade económica e à precariedade social do país. Num álbum onde são significativas a entrada para o grupo de António Pinheiro da Silva e as colaborações dos "iniciados" Gabriela Schaaf na voz e Rão Kyao no saxofone tenor, destacaram-se os temas 'País, Portugal', 'Geringonça' e 'Acalanto'. Este álbum é considerado uma das jóias perdidas da música popular Portuguesa. Embora o seu master se tenha perdido, Hoje Há Conquilhas, Amanhã Não Sabemos foi reeditado em CD em 2006. 
No ano seguinte, Contos da Barbearia sintetiza os trabalhos anteriores, incorporando as colaborações do contrabaixista José Eduardo e do baterista Vitor Mamede, além do regresso de Zíngaro.  Mas é preciso esperar três anos mais para, em 1981, sair novo disco da banda que viria a causar forte impressão junto do público e da crítica. No Jardim da Celeste trazia duas novidades: uma sonoridade mais "urbana", aproximando-se do rock, e a participação de duas notáveis figuras: Né Ladeiras, na voz, após ter colaborado com a Brigada Victor Jara e os Trovante; e Jerry Marotta, baterista de Peter Gabriel, de reputação internacional, que gostou tanto da banda que veio a Portugal gravar com ela. Do disco sobressai Natação Obrigatória, presença regular nas rádios da altura. 
Nuno Rodrigues assegurou sozinho a direcção do álbum Também Eu de 1982. Notabiliza-se Salve Maravilha, na voz de Né Ladeiras. Depois da saída do letrista de sempre António Pi nho, Nuno Rodrigues reuniu Celso de Carvalho, José Fortes, Ramón Galarza, José Moz Carrapa e Zé Nabo. 
Em 1984 sai o derradeiro álbum, Banda do Casaco com Ti Chitas. A maior parte das vozes é de Concha, contando ainda o álbum com as vozes do próprio Nuno Rodrigues e de Catarina Chitas, pastora e tocadora de adufe de Penha Garcia (aldeia da região da Beira Baixa). Este é o último álbum de originais do grupo (haverá ainda a compilação, em duplo, A Arte e a Música da Banda do Casaco editada pela Universal Music), onde se faz sentir a ausência de António Pinho, um dos pilares do projecto. 
Em 1984 o grupo dá um dos seus únicos espectáculo ao vivo, que deste modo encerra uma década de prodigiosa reinvenção dos pressupostos da música popular portuguesa. Nas palavras de Nuno Rodrigues: "Entre António Calvário e Sérgio". 
Em 1993, Nuno Rodrigues e Né Ladeiras reúnem-se para gravar a faixa Matar Saudades produzida por António Emiliano e que foi incluída na reedição de "Banda do Casaco com Ti Chitas". 

## Ao vivo
Tocaram ao vivo poucas vezes. Entre elas destacam-se as actuações na Aula Magna em Lisboa, na Feira de São Mateus em Viseu, no Clube Desportivo de Arroios (Lisboa), no Cine-Teatro da Encarnação (Lisboa), na Gala do Semanário Sete no Cinema Europa" em 1984 (Lisboa) e na Casa do Povo em Cacia. 
António Pinho declarou a propósito deste concerto:
"A Casa do Povo estava cheia de velhos. Mulheres com bigode e tudo. Como isto é! Não sei porque é que nos contrataram para tocar ali. Não consigo perceber. Estávamos a tocar contra um muro. Tudo a olhar para nós. Para aquelas aves raras." 
Uma das suas últimas aparições públicas foi no concurso 1, 2, 3, em Janeiro de 1986.

## O futuro
Em 1993, a Universal Music reeditou em CD os dois primeiros álbuns do grupo. Após a morte de Celso de Carvalho devido a um cancro (1998), saiu reeditado, também em CD, o 3º disco do grupo, Hoje há conquilhas, amanhã não sabemos, pela Companhia Nacional de Música, em Novembro de 2006. 
Em 2006, saiu o livro As Letras como poesia, editado pela Objecto Cardíaco e republicado em 2009 pelas Edições Afrontamento, que começa com uma análise das Letras de António Avelar de Pinho, escritas para o álbum No Jardim da Celeste. 
Em Novembro de 2013 foi lançada uma edição de luxo em 2 caixas de CD com os 7 álbuns remasterizados por José Fortes e um DVD com gravações ao vivo de 1975, 1977 e 1984. 

## Discografia
- Álbuns: 
| Ano  | Nome                                               | Formato             | Referências   |
| ---- | -------------------------------------------------- | ------------------- | ------------- |
| 1975 | Dos Benefícios dum Vendido no Reino dos Bonifácios | Disco de vinil / CD | [ 30 ]        |
| 1976 | Coisas do Arco da Velha                            | Disco de vinil / CD | [ 31 ]        |
| 1977 | Hoje Há Conquilhas, amanhã não Sabemos             | Disco de vinil / CD | [ 32 ] [ 33 ] |
| 1978 | Contos da Barbearia                                | Disco de vinil      | [ 34 ]        |
| 1980 | No Jardim da Celeste                               | Disco de vinil / CD | [ 35 ]        |
| 1982 | Também Eu                                          | Disco de vinil / CD | [ 36 ]        |
| 1984 | Banda do Casaco com Ti Chitas                      | Disco de vinil / CD | [ 37 ]        |

- Compilações:
| Ano  | Nome                                 | Formato        | Referências   |
| ---- | ------------------------------------ | -------------- | ------------- |
| 1988 | A Arte e A Música de Banda do Casaco | Disco de vinil | [ 18 ] [ 38 ] |
| 1996 | Natação Obrigatória                  | CD             | [ 39 ]        |